# Doom RPG
Doom RPG — пошаговая компьютерная ролевая игра, разработанная Fountainhead Entertainment и вышедшая 13 сентября 2005 года для мобильных устройств. Является спин-оффом к Doom 3, заимствуя множество событий и персонажей третьей части.
Впоследствии созданный для игры игровой движок был повторно использован для других игр компании, включая Wolfenstein RPG и Doom II RPG.

## Игровой процесс
Внешне игра похожа на классический Doom: большая часть графики взята из первых частей серии. Набор монстров и вооружения также почти полностью сохранились. Так как это пошаговая ролевая игра, игровой процесс Doom RPG сильно отличается от первых игр серии, а значительную составляющую игрового процесса занимает сюжет. На протяжении всей игры будут встречаться дружественные к игроку неигровые персонажи и компьютерные терминалы, которые будут информировать игрока о происходящем. В игре присутствует инвентарь, в котором игрок может хранить различные предметы. На протяжении игры важные сообщения (например, коды для открывания дверей) будут записываться в блокнот (notebook), который также доступен в инвентаре. Doom RPG для продвижения по уровню необходимо прочтение большинства диалогов и сообщений на компьютерах.

### Оружие и монстры
В игре присутствуют почти все виды вооружения из Doom II, кроме кулаков и бензопилы. Из новых видов вооружения появляются пожарный топор (Fire Axe) и огнетушитель (Fire Extinguisher).
Большинство противники также знакомо из первых частей Doom, к ним были добавлены собаки и босс Кронос, напоминающий Маледикта из Doom 3. Каждый монстр, кроме Кроноса и Кибердемона, имеет три разновидности, которые отличаются названиями, цветом и параметрами. Используя предмет Dog Collar (собачий ошейник), когда перед игроком находится враг Хеллхаунд (Адская гончая) или его другой вид (Цербер или Демон Волк), монстр исчезает с уровня и игрок получает его в качестве оружия и щита (если игрок получает урон, когда держит в руках захваченного пса, урон наносится собаке; здоровье собаки используется в качестве патронов и она покидает инвентарь когда кончается здоровье). При захвате нового пса, предыдущий убирается из инвентаря, но при желании можно заполучить все три вида псов, захватив первый, а затем лишившись оружия в третьем секторе захватить второй тип и заполучив все оружие назад из шкафа отправится в седьмой сектор, где опять, избавившись от оружия захватить уже третий тип пса и получить все оружие назад вместе с двумя остальными видами псов.
Монстры имеют слабости к одним видам оружия и стойкость к другим. Монстр, в зависимости от типа, может совершать либо атаку на расстоянии (тогда он может либо переместиться за ход, либо выстрелить), либо атаку в ближнем бою (тогда по достижении игрока монстр всё равно может совершить атаку; это не позволяет игроку вечно «убегать» от монстра). Атака за один ход может быть обычной (один укус или один выстрел) или тройной. При совершении тройной атаки вероятность попадания каждой из них учитывается отдельно — например, игрок может увернуться от первых двух атак, но получить повреждения от третьей.

## Сюжет
Игрок принимает роль безымянного морпеха.
Игра разделена на несколько локаций: «Вход» (Entrance), «Перепутье» (Junction), семь «Секторов» (с Sector 1 по Sector 7) и «Реактор» (Reactor). «Перепутье» (до вторжения) является единственной безопасной локацией в игре, выполняя роль базы UAC, объединяющей все сектора. Новая игра начинается в локации «Вход», в котором происходит обучение игрока основам игры, и который после не будет доступен для повторного посещения.
Незадолго до момента начала игры, Герард просит Граффа проверить компьютерную безопасность данных Дженсена. Дженсен не проходит проверку безопасности и его отстраняют от работы. Дженсен подозревает причастность Герарда к увольнению. В это же время начинается первое вторжение на базу UAC. Со временем игрок будет встречать персонажей, превращающихся в демонов после разговора с ними.
В начале игры морпех встречает доктора Дженсена за терминалом, когда последний изучает причины его отстранения от работы. В дальнейшем игрок получает помощь как и от Дженсена, так и от Герарда. В Перепутье морпех читает сообщение Дженсена о том, что его упрятали в тюрьму в Секторе 5 и после освобождения доктора, тот рассказывает о зловещих планах Герарда и Надиры.
При следующей встрече с Герардом и Надирой, игрок узнает, что именно Герард стоит за вторжением и пытается снова открыть портал в Ад. Герард запускает геотермический реактор и натравливает на Надиру и морпеха демонов. Надира погибает, Герард использует телепорт для побега. В секторах синей зоны (Сектор 6 и 7) морпех находит BFG 9000 и ключ к Реактору.
В Секторе 7 путь морпеха прерывается вторым вторжением, которое разрушает сектор. Вернувшись в захваченное демонами Перепутье, морпех с помощью Кельвина и Дженсена попадает в Реактор, последний сектор игры. В Перепутье почти все персонажи превращаются в демонов. Дженсен и Кельвин погибают.
В Реакторе морпех сталкивается с мистическими марсианскими силами, которые убирают лавовые озёра с пути морпеха к помещению реактора. Перед входом в реактор ожидает Герард, который сообщает о том, что портал в Ад снова открыт, и сражается с морпехом в облике Кроноса. После уничтожения энергетических стержней, питающих портал, тот закрывается, выплюнув напоследок Кибердемона (до Реактора неигровые персонажи будут называть Кибердемона творением Кроноса).

## Отзывы
| Сводный рейтинг | Сводный рейтинг |
| Агрегатор       | Оценка          |
| --------------- | --------------- |
| GameRankings    | 87,45 %         |

Игра получила множество наград, включая звание «Лучшая мобильная игра 2005 года», «Лучшая приключенческая/ролевая игра 2005 года», «Выбор редакции», «Игра года». GameSpot в своем обзоре присудил игре оценку 8,6 баллов из 10.
Игра продалась общим тиражом свыше 1 млн копий.